# Lasiodora curtior
Lasiodora curtior är en spindelart som beskrevs av Chamberlin 1917. Lasiodora curtior ingår i släktet Lasiodora och familjen fågelspindlar. Inga underarter finns listade i Catalogue of Life.